# Dejada en prenda
Dejada en prenda (en inglés: Little Miss Marker, también conocida como The Girl in Pawn) es una película de comedia dramática estadounidense precódigo de 1934 dirigida por Alexander Hall. Fue escrita por William R. Lipman, Sam Hellman y Gladys Lehman en base de un cuento de 1932 del mismo nombre de Damon Runyon. Está protagonizada por Shirley Temple, Adolphe Menjou y Dorothy Dell en una historia sobre una niña mantenida como garantía por los gánsteres. Fue el primer papel protagónico de Temple en una película importante y fue crucial para establecerla como una importante estrella de cine. En 1998, fue seleccionada para su conservación en el National Film Registry de la Biblioteca del Congreso de Estados Unidos por ser «cultural, histórica o estéticamente significativa», y fue reversionada varias veces.

## Sinopsis
La película cuenta la historia de «Marky» (Shirley Temple), cuyo padre la entrega a una operación de juego dirigida por gánsteres como un «marcador» (colateral) para una apuesta. Cuando pierde su apuesta y se suicida, los mafiosos se quedan con ella en sus manos. Deciden quedársela temporalmente y usarla para ayudar a llevar a cabo una de sus carreras fijas, nombrándola dueña del caballo que se usará en la carrera.
Marky es enviada a vivir con el corredor de apuestas Sorrowful Jones (Adolphe Menjou). Al principio molesto por verse obligado a cuidar de ella, eventualmente comienza a desarrollar una relación padre-hija con ella. Sus compañeros mafiosos se encariñan también y comienzan a ocupar los roles de una familia extendida. Bangles (Dorothy Dell), la novia del capo de las pandillas Big Steve (Charles Bickford), quien se fue a Chicago para hacer apuestas en las carreras de caballos, también comienza a preocuparse por Marky y a enamorarse de Sorrowful, de quien empieza a notarse una fuerte preocupación por Marky. Alentado por Bangles y Marky, Sorrowful consigue un apartamento más grande, compra ropa nueva para Marky y para él mismo un traje mejor, le lee sus cuentos antes de dormir y le muestra cómo orar.
Sin embargo, estar cerca de la pandilla tiene una mala influencia en Marky, y ella comienza a desarrollar una naturaleza cínica y un amplio vocabulario de terminología y jerga de juegos de azar. Preocupada de que su actitud de niña mala adquirida signifique que no será adoptada por una «buena familia», Bangles y Sorrowful organizan una fiesta con gánsteres disfrazados de caballeros de la mesa redonda, para reavivar su antigua dulzura. Ella no está impresionada hasta que traen al caballo y la hacen desfilar sobre su lomo. Al regresar a Nueva York, Big Steve asusta al caballo, que la arroja, y la llevan grave al hospital. Big Steve va allí para pagarle a Sorrowful el intento de robarle a Bangles, pero se ve obligado a darle a Marky la transfusión de sangre directa que necesita para la operación que le salva la vida. Orando por su supervivencia, Sorrowful destruye la droga que, administrada al caballo, lo habría ayudado a ganar la carrera, pero que lo mataría poco después. Informado de que tiene «buena sangre» y complacido de haber hecho una buena acción, Big Steve perdona a Bangles y Sorrowful, quienes planean casarse y adoptar a Marky.

## Reparto
- Shirley Temple como Marthy «Marky» Jane;
- Adolphe Menjou como Sorrowful Jones;
- Dorothy Dell como Bangles Carson;
- Charles Bickford como Big Steve Halloway;
- Lynne Overman como Regret;
- Warren Hymer como Sore Toe;
- Sam Hardy como Benny the Gouge;
- John Kelly como Canvas Back;
- Willie Best como Dizzy Memphis;
- Frank McGlynn Sr. como Doc Chesley;
- John Sheehan como Sun Rise;
- Frank Conroy como el doctor Ingalls.

## Producción
Temple, que había hecho una audición para el papel de Marky antes de firmar su contrato con Fox Film y no pudo ganar el papel, fue cedida a Paramount Pictures gracias en gran parte a las maniobras de su madre Gertrude Temple. Su madre, reconociendo el potencial del papel, organizó una reunión secreta y una segunda audición con el director Alexander Hall. Esta segunda audición fue exitosa, y Shirley Temple fue prestada a Paramount por $1000 a la semana. Temple y Dell entablaron una estrecha amistad mientras filmaban la película. La escena en la que Temple rechaza su comida y usa un lenguaje grosero («No quiero papilla» y «Solía ser una mariquita») tuvo que ser rehecha ya que Dell no pudo contener su risa en la primera toma. Esta sería la última película completa de Dell en su corta carrera. Temple se tomó muy mal la muerte prematura y repentina de Dell, sucedida en un accidente de tráfico ese mismo año.

## Recepción
La película fue muy popular en taquilla. Como resultado del éxito de la película, Paramount ofreció a Fox $50 000 dólares por el contrato de Temple, oferta que fue rechazada.

## Adaptaciones
La película fue remakeada como Sorrowful Jones (1949) con Bob Hope y Lucille Ball y como El truhán y su prenda (1980) con Walter Matthau, Julie Andrews, Tony Curtis, Bob Newhart, Brian Dennehy y Lee Grant. Otra versión fue Soltero en apuros (1962), protagonizada por Tony Curtis como el gerente de un casino que se queda con una niña de ocho años.
La trama y el título de la película fueron referenciados en el libro Little Myth Marker, parte de la serie MythAdventures de Robert Asprin.